# Kasteel van Le Barroux
Het Kasteel van Le Barroux (Frans: Château du Barroux) is een kasteel uit de 12e eeuw en is gelegen in de Franse gemeente Le Barroux in de Vaucluse (regio Provence-Alpes-Côte d'Azur). Het was indertijd bedoeld om de Comtadine-vlakte te beschermen tegen invallen van de Saracenen en Italianen.
Rond 1930 werd de ruïne herbouwd in de oorspronkelijke staat. Tijdens de oorlog wordt een deel van het kasteel gebruikt als observatiepost door de Duitse bezettingstroepen. Op 24 augustus 1944 werd het kasteel in brand gestoken door de Duitsers waardoor veel schade ontstond. In 1960 begon een nieuwe restauratie.
Er zijn verschillende films opgenomen in en rond het kasteel. Ook voor de BRT-jeugdreeks Het zwaard van Ardoewaan werden hier scènes opgenomen.